# Mathieu Bélisle
Pour les articles homonymes, voir Bélisle.
Mathieu Bélisle est un essayiste, professeur et éditeur québécois. Il est né en 1976 à Drummondville. Il vit à Montréal.

## Formation
Après des études au Collège Shawinigan, il étudie la littérature et l’histoire à l’UQAM où il obtient un baccalauréat (2000). Il poursuit ensuite des études de maîtrise et de doctorat en littérature à l’Université McGill et à l’Université de Montréal, de 2000 à 2008, et des études postdoctorales à l’Université de Chicago, de 2008 à 2010.

## Carrière
Il enseigne la littérature au Collège Jean-de-Brébeuf à Montréal depuis 2003 et il est membre du comité de rédaction de la revue L’Inconvénient depuis 2005. Il collabore à la Balado de Fred Savard et à diverses émissions de Radio-Canada depuis 2019 et à La Presse depuis 2021. Enfin, il est éditeur chez Leméac depuis 2022, où il dirige, avec Isabelle Arseneau et Alain Roy, la collection L’Inconvénient,.

## Publications
Avant de se tourner vers l’écriture de l’essai, Bélisle a publié et dirigé de nombreux ouvrages savants dont Le drôle de roman. L’œuvre du rire chez Marcel Aymé, Albert Cohen et Marcel Aymé (Presses de l’Université de Montréal, 2010), Le rire et le roman (Études françaises, 2011), L’aventure comme possibilité. Le roman français de la première moitié du XXe siècle (Études littéraires, 2013) et Albert Cohen : la littérature à l’épreuve (Cahiers Albert Cohen, 2016; avec Maxime Decout).
Chez Leméac, il a publié trois essais : Bienvenue au pays de la vie ordinaire (2017), L’empire invisible. Essai sur la métamorphose de l’Amérique (2020) et Ce qui meurt en nous (2022). Chez Lux Éditeur, il publie, avec Alain Vadeboncœur, Quelqu’un doit parler. Dialogue sur la mort et autres problèmes insolubles (2024) et Une brève histoire de l'espoir (2025).

## Prix et distinctions
- Prix de la Sodep (2015) – récipiendaire, pour « Les grandes explorations », sur les nouveaux courants de la littérature québécoise, paru dans L’Inconvénient, no 56 (2014);
- Prix de la Sodep (2015) – récipiendaire, pour « L’énigme de l’identité », sur la philosophie de Vincent Descombes, paru dans L’Inconvénient, no 57 (2014);
- Prix de la Sodep (2015) – finaliste, pour « La religion prosaïque. Essai sur l’héritage du catholicisme au Québec », paru dans L’Inconvénient, no 59 (2015);
- Prix de la Sodep (2016) – récipiendaire, pour « La littérature québécoise et le devenir-américain de l’humanité », paru dans L’Inconvénient, no 63 (2016);
- Prix des libraires (2018) – liste préliminaire, catégorie essai, pour Bienvenue au pays de la vie ordinaire;
- Prix Contre-jour de l’essai (2018) – finaliste, pour Bienvenue au pays de la vie ordinaire;
- Prix Pierre-Vadeboncœur (2020) – récipiendaire, pour L’empire invisible. Essai sur la métamorphose de l’Amérique;
- Prix de la Sodep (2020) – finaliste, pour « Pierre Vadeboncoeur par lui-même », dans L’Inconvénient, no 79, 2019;
- Prix littéraire du Gouverneur général (2021) – finaliste, pour L’empire invisible. Essai sur la métamorphose de l’Amérique;
- Prix des libraires (2021) – liste préliminaire, catégorie essai, pour L’empire invisible. Essai sur la métamorphose de l’Amérique;
- Prix LQ de l’essai (2023) – finaliste, pour Ce qui meurt en nous[7].